# 1992 UH3
1992 UH3 är en asteroid i huvudbältet som upptäcktes den 22 oktober 1992 av de båda japanska astronomerna Seiji Ueda och Hiroshi Kaneda i Kushiro.
Asteroiden har en diameter på ungefär 3 kilometer.